# 德裔乌拉圭人
在乌拉圭，德裔人口虽然不多，但格外突出。目前乌拉圭约有1万名德国公民以及4万名有德国血统的公民。绝大多数德裔人居住在首都蒙得维的亚，在派桑杜、内格罗河、聖何塞德馬約和卡内洛内斯等地也有一些德裔居民。

## 历史
乌尔赖希·施密德尔等德国人在16世纪初抵达拉普拉塔河东岸，是有据可考的第一批来到今乌拉圭境内的德国移民，他们上岸后遇到了原住民查鲁亚人。
德裔移民在乌拉圭一直数量不多，而且相对分散。2011年乌拉圭人口普查表明，全国有1167人自称出生在德国。

## 宗教
德裔乌拉圭人的主要宗教信仰如下：
- 罗马天主教（天主教使徒协会）
- 基督教福音派
- 基督教新教门诺会

另外，乌拉圭还有不少德国犹太人的后裔。